# Östervåla
Östervåla is een plaats in de gemeente Heby in het landschap Uppland en de provincie Uppsala län in Zweden. De plaats heeft 1570 inwoners (2005) en een oppervlakte van 184 hectare.

## Verkeer en vervoer
Bij de plaats loopt de Länsväg 272.